# Lopezia cornuta
Lopezia cornuta là một loài thực vật có hoa trong họ Anh thảo chiều. Loài này được S. Watson mô tả khoa học đầu tiên năm 1888.